# جان هاچینسون
جان هاچینسون (به انگلیسی: John W.Hutchins) استاد مهندسی مکانیک در دانشگاه هاروارد و عضو پیوسته آکادمی ملی مهندسی آمریکا است. هاچیسنون دانش آموخته دانشگاه لیهای و دانشگاه هاروارد است و در حوزه مکانیک شکست و مقاومت مصالح کار میکند. او در سال ۲۰۱۲ به دریافت بالاترین درجه مدال افتخار از انجمن هوافضای آلمان نائل آمد.